# 圣克鲁斯德拉萨尔塞达
圣克鲁斯德拉萨尔塞达，是西班牙卡斯蒂利亚-莱昂布尔戈斯省的一个市镇。总面积26平方公里，总人口203人（2001年），人口密度8人/平方公里。